# Skin o' My Teeth
Skin o' My Teeth je píseň americké thrashmetalové skupiny Megadeth, která vyšla v roce 1993 jako čtvrtý singl z jejich multiplatinového alba Countdown to Extinction.

## Téma písně
Autorem písně je Dave Mustaine a text pojednává o (neúspěšném) pokusu o sebevraždu.

## Výskyt
Píseň byla hrána na koncertě v Argentině, který se později objevil na DVD That One Night: Live in Buenos Aires. Do finální verze se nedostala, nicméně se objevila ve verzi koncertu na iTunes. Později byla hrána na koncertě v San Diegu a objevila se na DVD Blood in the Water: Live in San Diego. Byla také hrána 22. července 2010 a zahrnuta na DVD velké čtyřky thrash metalu – The Big 4 Live from Sofia, Bulgaria.
Megadeth skladbu zahrnuli na kompilačních albech Greatest Hits: Back to the Start z roku 2005 a Anthology: Set the World Afire z roku 2008.

## Seznam skladeb
7" vinyl (Spojené království)
1. „Skin o' My Teeth“
2. „Holy Wars... The Punishment Due“ (General Schwarzkopf Mix)

10" vinyl (Spojené království)
1. „Skin o' My Teeth“
2. „Holy Wars... The Punishment Due“ (General Schwarzkopf Mix)
3. „High Speed Dirt“ (živě)
4. „Mustaine Remarks on Megadeth Game“

CD (Spojené království) [+ disk Megadeth Game Spin]
1. „Skin o' My Teeth“
2. „Lucretia“ (živě)
3. „Skin o' My Teeth“ (živě)

CD Skin o' My Teeth (Spojené království) [+ disk Megadeth Game Pass]
1. „Skin o' My Teeth“
2. „Holy Wars... The Punishment Due“ (General Schwarzkopf Mix)
3. „High Speed Dirt“ (živě)

- (Živé skladby byly nahrány v Music Theatre v Alpine Valley ve Wisconsinu, 23. května 1992)